# Participantes da Volta a Espanha de 2007
Na Volta a Espanha de 2007, disputada entre 1 e 23 de setembro, tomaram parte 21 equipas: 19 de categoria UCI ProTour (todos excepto a Astana); mais 2 de categoria Profissional Continental (Andalucía-CajaSur e Karpin Galiza). Formando assim um pelotão de 189 ciclistas, com 9 corredores a cada equipa, dos que acabaram 155;sendo Ag2r Prévoyance, Andalucía-CajaSur  e Cofidis, Le Crédit par Téléphone, Euskaltel-Euskadi e Team Milram os únicos que completaram a prova com seus 9 corredores.
| Ag2r Prévoyance | Andalucía-CajaSur | Bouygues Télécom |
| - 1. José Luis Arrieta - 2. Philip Deignan - 3. Renaud Dion - 4. Rene Mandri - 5. Hubert Dupont - 6. Stéphane Goubert - 7. Yuriy Krivtsov - 8. Alexandre Usov - 9. Ludovic Turpin                                                                     | - 11. Luis Pérez - 12. José Antonio López Gil - 13. Francisco José Martínez - 14. Juan Olmo - 15. Manuel Ortega Ocaña - 16. José Luis Carrasco - 17. Jesús Rosendo - 18. José Ruiz Sánchez - 19. Manuel Vázquez                                         | - 21. Stef Clement - 22. Giovanni Bernaudeau (A 5ª) - 23. Dimitri Champion (A 14ª) - 24. Mathieu Claude (A 3ª) - 25. Aurélien Clerc (A 15ª) - 26. Xavier Florencio (NP 13ª) - 27. Rony Martias (A 12ª) - 28. Vincent Jérôme - 29. Erki Pütsep            |
| Caisse d’Epargne | Cofidis, Le Crédit par Téléphone | Crédit Agricole |
| - 31. Óscar Pereiro (A 9ª) - 32. Imanol Erviti - 33. José Vicente García Acosta - 34. Joan Horrach - 35. Vladímir Karpets - 36. David López García - 37. Vladimir Efimkin - 38. Luis León Sánchez - 39. Xabier Zandio (NP 20ª)                        | - 41. Stéphane Augé - 42. Sylvain Chavanel - 43. Leonardo Duque - 44. Bingen Fernández - 45. Maryan Hary - 46. Geoffroy Lequatre - 47. Sébastien Minard - 48. Maxime Monfort - 49. Damien Monier                                                        | - 51. Pietro Caucchioli (A 14ª) - 52. Alexandre Botcharov - 53. László Bodrogi (NP 18ª) - 54. Angelo Furlan (A 14ª) - 55. Christophe Kern - 56. Rémi Pauriol (A 5ª) - 57. Jean-Marc Marino - 58. Mark Renshaw - 59. Yannick Talabardon                   |
| Discovery Channel | Euskaltel-Euskadi | Française des Jeux |
| - 61. Janez Brajkovič (A 10ª) - 62. Thomas Danielson (A 1ª) - 63. Allan Davis (NP 18ª) - 64. Stijn Devolder (NP 19ª) - 65. Egoi Martínez (NP 12ª) - 66. Jason McCartney - 67. Sérgio Paulinho (NP 5ª) - 68. José Luis Rubiera - 69. Jurgen Van Goolen | - 71. Samuel Sánchez - 72. Haimar Zubeldia - 73. Igor Antón - 74. Koldo Fernández - 75. Dionisio Galparsoro - 76. Aitor Hernández - 77. Iñaki Isasi - 78. Íñigo Landaluze - 79. Alan Pérez                                                              | - 81. Carlos Dá Cruz - 82. Mickaël Delage (NP 15ª) - 83. Thomas Lövkvist - 84. Philippe Gilbert - 85. Bradley McGee (A 9ª) - 86. Ian Mcleod (A 10ª) - 87. Cyrille Monnerais (A 12 ª) - 88. Jérémy Roy - 89. Jussi Veikkanen                              |
| Gerolsteiner | Karpin Galiza | Lampre-Fondital |
| - 91. Markus Fothen - 92. Johannes Fröhlinger - 93. Torsten Hiekmann - 94. Tim Klinger - 95. Andrea Moletta - 96. Davide Rebellin (NP 13ª) - 97. Stefan Schumacher (NP 18ª) - 98. Tom Stamsnijder - 99. Oliver Zaugg                                  | - 101. Carlos Castaño (NP 14ª) - 102. Gustavo César Veloso - 103. Gustavo Domínguez - 104. David García Dapena - 105. Santos González - 106. David Herrero - 107. Ezequiel Mosquera - 108. Serafín Martínez (A 14ª) - 109. Eduard Vorganov              | - 111. Damiano Cunego (NP 16ª) - 112. Daniele Bennati - 113. Enrico Franzoi - 114. David Loosli - 115. Marco Marzano - 116. Morris Possoni - 117. Sylvester Szmyd - 118. Paolo Tiralongo(A 10ª) - 119. Claudio Corioni                                   |
| Liquigas | Predictor-Lotto | Quick Step |
| - 121. Manuel Beltrán - 122. Magnus Backstedt - 123. Leonardo Bertagnolli - 124. Patrick Calcagni - 125. Francesco Chicchi (A 9ª) - 126. Mauro Da Dalto - 127. Roman Kreuziger - 128. Franco Pellizotti - 129. Alessandro Vanotti                     | - 131. Cadel Evans - 132. Mario Aerts - 133. Christophe Brandt - 134. Bart Dockx - 135. Christopher Horner - 136. Josep Jufré (A 14ª) - 137. Bert Roesems (A 7ª) - 138. Roy Sentjens - 139. Wim Vão Huffel                                              | - 141. Juan Manuel Gárate - 142. Carlos Barredo - 143. Paolo Bettini (NP 18ª) - 144. Tom Boonen (NP 13ª) - 145. Kevin Hulsmans - 146. Andrea Tonti (NP 19ª) - 147. Geert Verheyen - 148. Davide Vigano - 149. Addy Engels                                |
| Rabobank | Relax-GAM | Saunier Duval-Prodir |
| - 151. Denis Menchov - 152. Mauricio Ardila - 153. Marc de Maar - 154. Theo Eltink - 155. Óscar Freire (NP 10ª) - 156. Pedro Horrillo - 157. Sebastian Langeveld - 158. Koos Moerenhout - 159. Joost Posthuma                                         | - 161. Daniel Moreno - 162. Santi Pérez - 163. Raúl García de Mateos - 164. Jorge García Marín - 165. Jesús Hernández Blázquez (A 14ª) - 166. Nacor Burgos - 167. Julián Sánchez Pimienta - 168. Francisco José Terciado - 169. Ángel Vallejo Domínguez | - 171. José Ángel Gómez Marchante - 172. Iker Camaño - 173. Alberto Fernández de povoa-a (A 7ª) - 174. David de la Fuente - 175. Arkaitz Durán (A 9ª) - 176. Rubén Lobato - 177. Javier Mejías - 178. Leonardo Piepoli (NP 12ª) - 179. Ángel Gómez Gómez |
| Team CSC | Team Milram | T-Mobile Team |
| - 181. Carlos Sastre - 182. Michael Blaudzun (NP 14ª) - 183. Íñigo Cuesta - 184. Volodymyr Gustov - 185. Alexandr Kolobnev - 186. Karsten Kroon - 187. Marcus Ljungqvist - 188. Chris Anker Sørensen - 189. Christian Vande Velde                     | - 191. Alessandro Petacchi - 192. Erik Zabel - 193. Martin Müller - 194. Matej Jurco - 195. Elia Rigotto - 196. Fabio Sabatini - 197. Niki Terpstra - 198. Marco Velo - 199. Alberto Ongarato                                                           | - 201. Adam Hansen - 202. Lorenzo Bernucci (EX 4ª) - 203. Scott Davis - 204. Bert Grabsch (NP 17ª) - 205. André Greipel - 206. Giuseppe Guerini (NP 17ª) - 207. Andreas Klier (A 15ª) - 208. André Korff - 209. Stephan Schreck                          |

NP: não participa, não iniciou a etapa indicada; A :abandono em decorrência da etapa indicada; EX: excluído por assuntos de doping, não iniciando a etapa indicada.